# Myotis ozensis
Myotis ozensis — вид рукокрилих роду Нічниця (Myotis).

## Поширення, поведінка
Проживання: Японія.